# Politiezone MIDOW
Politiezone Midow (zonenummer 5454) is een Belgische meergemeentezone. Dat wil zeggen dat de politiezone de basispolitiezorg garandeert in meerdere gemeenten.
Voor de PZ Midow zijn dat Meulebeke, Ingelmunster, Dentergem, Oostrozebeke en Wielsbeke. Vandaar dus ook de naam van de zone, volgens de eerste letter van de 5 gemeenten. De politiezone behoort tot het gerechtelijk arrondissement West-Vlaanderen.
In september 2023 werd bekend dat de politiezone zou ontbonden worden (vanaf januari 2025) en dat verschillende gemeenten zouden aansluiten bij andere politiezones. Dit leidde tot een protestactie van het personeel van de zone.
- De gemeente Meulebeke zou aansluiten bij PZ Tielt (gevolg van fusie tussen de gemeente Meulebeke met stad Tielt).
- De gemeente Oostrozebeke wil ook aansluiten bij PZ Tielt.
- De gemeente Wielsbeke wil aansluiten bij PZ Mira (waar ook buurstad Waregem toe behoort).
- De gemeente Ingelmunster wil aansluiten bij PZ Riho (met Roeselare & Izegem).
- De gemeente Dentergem heeft nog geen beslissing genomen.

Uiteindelijk werd beslist dat Meulebeke aansluit bij PZ Tielt en de rest van de Politiezone zal fuseren met PZ RIHO.
Elke lokale politiezone staat in voor de basispolitiezorg. Midow doet dit met ongeveer 80 personeelsleden, zowel operationele personeelsleden (in uniform doorgaans) en burgerpersoneelsleden voor de ondersteunende diensten. De dagelijkse werking bestaat uit zichtbaar blauw op straat: interventiediensten, patrouilles en toezichten (de klok rond), verkeersacties (snelheid, gordel, gsm achter stuur, zwaar vervoer, bromfietsen, ...) én de wijkinspecteurs (13 in totaal). Er zijn ook minder zichtbare politionele diensten zoals de lokale recherche (doorgedreven onderzoek in opdracht van de gerechtelijke overheden) en een cel “sociale politie” voor problematische gezinssituaties, opvolging bepaalde personen en moeilijke situaties enz. De dagelijkse leiding van de zone is in handen van de korpschef.
Het hoofdgebouw annex wijkkantoor staat in de Wielsbekestraat 96 te Oostrozebeke. De vier andere wijkkantoren bevinden zich in de Kerkstraat 1 te Dentergem, Oostrozebekestraat 4 te Ingelmunster, Markt 1 te Meulebeke en Rijksweg 314 te Wielsbeke.